# Societat Catalana d'Història de la Ciència i de la Tècnica
La Societat Catalana d'Història de la Ciència i de la Tècnica (SCHCT) és una societat científica filial de l'Institut d'Estudis Catalans (IEC) fundada el mes de maig de 1991. Està adscrita a la Secció de Ciències Biològiques i a la Secció de Ciències i Tecnologia de l'IEC.
La SCHCT publica la revista Actes d'Història de la Ciència i de la Tècnica, participa en ARBAN,. Agenda CVB d'història de la ciència, tècnica i medicina i és membre nacional de la Division of History of Science and Technology de la International Union of History and Philosophy of Science. Entre altres activitats, la SCHCT organitza cada curs el cicle Col·loquis.